# Корнь (Димбовіца)
Корнь, Корні (рум. Corni) — село у повіті Димбовіца в Румунії. Входить до складу комуни Корнецелу.
Село розташоване на відстані 46 км на північний захід від Бухареста, 28 км на південний схід від Тирговіште, 102 км на південь від Брашова.

## Населення
За даними перепису населення 2002 року у селі проживали 189 осіб, усі — румуни. Усі жителі села рідною мовою назвали румунську.